# استان ها تای
استان‌ها تای (به لاتین: Hà Tây Province) یک استان در ویتنام است که در دلتا رود قرمز واقع شده‌است.

## خصوصیات
استان‌ها تای ۲٬۱۹۲٫۱ کیلومترمربع مساحت و ۲٬۵۰۰٬۰۰۰ نفر جمعیت دارد.